# Enrique O. Aragón
Enrique O. Aragón (* 22. März 1880 in Mexiko-Stadt; † 1942) war ein mexikanischer Mediziner und Philosoph sowie kurzzeitig Rektor der Universidad Nacional Autónoma de México (UNAM). 

## Biografie
Nach dem Besuch der Escuela Nacional Preparatoria (ENP) studierte Aragón ab 1898 bis 1904 an der Escuela Nacional de Medicina. Er war Lehrstuhlinhaber für Psychologie und Ethik an der Escuela Nacional de Altos Estudios (ENAE) und für Medizintechnik und -geschichte sowie Anatomie an der Escuela Nacional de Medicina. 1907 wurde er Sekretär der ENP und 1910 an der ENAE. Er spezialisierte sich auf die Bereiche Neurologie und Psychiatrie und befasste sich besonders mit experimenteller Psychologie. 1932 wurde er Direktor der Fakultät für Philosophie (ehemals ENEA) der UNAM, vom 27. Oktober bis zum 26. November 1934 war er Rektor der UNAM.